# Cnemidaria amabilis
Cnemidaria amabilis là một loài thực vật có mạch trong họ Cyatheaceae. Loài này được (C.V. Morton) R.M. Tryon mô tả khoa học đầu tiên năm 1970.